# العلاقات البريطانية الغامبية
العلاقات البريطانية الغامبية هي العلاقات الثنائية التي تجمع بين المملكة المتحدة وغامبيا.

## مقارنة بين البلدين
هذه مقارنة عامة ومرجعية للدولتين:
| وجه المقارنة                                              | المملكة المتحدة                 | غامبيا       |
| --------------------------------------------------------- | ------------------------------- | ------------ |
| المساحة (كم2)                                             | 242.50 ألف                      | 11.30 ألف    |
| عدد السكان (نسمة)                                         | 66.02 مليون                     | 2.10 مليون   |
| الكثافة السكانية (ن./كم²)                                 | 272.25                          | 185.84       |
| العاصمة                                                   | لندن                            | بانجول       |
| اللغة الرسمية                                             | لغة إنجليزية، اللغة الويلزية    | لغة إنجليزية |
| العملة                                                    | جنيه إسترليني                   | دالاسي غامبي |
| الناتج المحلي الإجمالي (بليون دولار)                      | 2.62 تريليون                    | 1.01 مليار   |
| الناتج المحلي الإجمالي (تعادل القوة الشرائية) بليون دولار | 2.72 تريليون                    | 3.34 مليار   |
| الناتج المحلي الإجمالي الاسمي للفرد دولار أمريكي          | 43.88 ألف                       | 471          |
| الناتج المحلي الإجمالي للفرد دولار أمريكي                 | 40.23 ألف                       |              |
| مؤشر التنمية البشرية                                      | 0.907                           | 0.441        |
| رمز المكالمات الدولي                                      | +44                             | +220         |
| رمز الإنترنت                                              | .uk، .gb                        | .gm          |
| المنطقة الزمنية                                           | توقيت غرينيتش، توقيت غرب أوروبا | 00           |

## مدن متوأمة
في ما يلي قائمة باتفاقيات التوأمة بين مدن بريطانية وغامبية:
- ترتبط غريمسبي [الإنجليزية]‏ مع بانجول باتفاقية توأمة منذ 22 فبراير 1963.

## منظمات دولية مشتركة
يشترك البلدان في عضوية مجموعة من المنظمات الدولية، منها:
| علم المنظمة | اسم المنظمة                               | تاريخ انضمام المملكة المتحدة | تاريخ انضمام غامبيا |
| ----------- | ----------------------------------------- | ---------------------------- | ------------------- |
|             | مؤسسة التنمية الدولية                     | 24 سبتمبر 1960               | 18 أكتوبر 1967      |
|             | البنك الإفريقي للتنمية                    | ?                            | ?                   |
|             | يونسكو                                    | 4 نوفمبر 1946                | 1 أغسطس 1973        |
|             | مؤسسة التمويل الدولية                     | 20 يوليو 1956                | 19 سبتمبر 1983      |
|             | منظمة حظر الأسلحة الكيميائية              | ?                            | ?                   |
|             | الأمم المتحدة                             | 24 أكتوبر 1945               | 21 سبتمبر 1965      |
|             | الاتحاد الدولي للاتصالات                  | 24 فبراير 1871               | 27 مايو 1974        |
|             | منظمة الشرطة الجنائية الدولية             | ?                            | ?                   |
|             | البنك الدولي للإنشاء والتعمير             | 27 ديسمبر 1945               | 18 أكتوبر 1967      |
|             | الاتحاد البريدي العالمي                   | ?                            | ?                   |
|             | المركز الدولي لتسوية المنازعات الاستشارية | 18 يناير 1967                | 26 يناير 1975       |
|             | وكالة ضمان الاستثمار متعدد الأطراف        | 12 أبريل 1988                | 11 سبتمبر 1992      |
|             | منظمة التجارة العالمية                    | 1995                         | ?                   |
|             | دول الكومنولث                             | 11 ديسمبر 1931               | 1965                |

## وصلات خارجية
- موقع وزارة الخارجية البريطانية
- موقع وزارة الخارجية الغامبية